# Радиотерапија рака ока
Радиотерапија рака ока инвазивна је терапијска метода која користи високоенергетске рендгенске зраке за убијање ћелија рака. Она је данас постала уобичајена метода лечења меланом ока. Њена предност у односу на операцију је очување структуре ока, што може резултовати бољим стањем ока након третмана. 
И поред тога што терапија зрачењем може спасити део преосталог вида у оку, она понекад може имати и негативно дејство и оштетити друге делове ока.

## Индикације
Рак ока представља терапијски изазов због осетљивих ткива која су укључена и потребе да се он уништи уз минимални губитак вида. Радиотерапија (РТ) је један од неколико модалита који се користе осим хирургије, ласера, криотерапије и хемотерапије у лечењу рака ока:
- Тумори булбарне коњунктиве, сквамозни карцином и малигни меланом, могу се лечити радиоактивним плаком: стронцијум-90, рутенијум-106 (Ru-106) или јод-125 (I-125), након ексцизије.[2]
- Ако тумор захвата форникс или тарзалну коњунктиву, протонска терапија може лечити коњуктиву и поштедети већи део ока. Алтернативно, интерстицијски имплант И-125 се може користити са заштитом рожњаче и сочива.[2]
- Лимфом лимфоидног ткива повезан са слузницом коњунктиве може се лечити предњим електронским пољем са заштитом сочива и 25–30 Gy у фракцијама од 2 Gy.[2]
- Дискретни ретинобластом, превелик за криотерапију или термоласер, или се понавља након ових модалитета, може се лечити терапијом плака, I-125 или Ru-106.[2]
- За велике ретинобластоме, вишеструке туморе или стакласто тело, цело око се може лечити апликатором I-125, поштедећи коштану орбиту, или ЕБРТ, под анестезијом, користећи рендгенске зраке или протонску терапију са вакуумским контактним сочивима за фиксирање очију у траженом положају. Постенуклеисане орбите са ризиком за рецидив ретинобластома могу се лечити имплантатом I-125 са заштитом да би се смањила доза на коштану орбиту.[2]
- Увеални малигни меланоми могу се лечити плаком или протонском терапијом уз одличну локалну контролу.[2]

## Врсте радиотерапије
За лечење карцинома ока данас су на располагању различите врсте терапије зрачењем. Спољашње зрачење се обично користило за ретинобластом (рак ока у детињству), меланом увее (у неколико центара) и за метастатске туморе (који су се проширили са другог дела тела на око).

### Брахитерапија
Брахитерапија (терапија плака) облик је терапије зрачењем за коју се користе и називи очна брахитерапија, терапија еписклералним плаком, радијациони имплантат или  радиоактивни извор. Она је данас постало најчешћи третман зрачењем за већину меланома ока, јер даје тумору високо концентрисану дозу зрачења (са релативно мање зрачења околним здравим ткивима). Студије су показале да је у многим случајевима она подједнако ефикасна као и енуклеација (операција за уклањање).
У овом приступу, мали носач (величине зрна пиринча) који садржи радиоактивно „језгро“ (познат као плак), поставља се на спољашњу страну очне јабучице преко места где се налази рак или тумор. Носач је типично обликована као веома мали чеп за флашу и има злато или олово са спољашње стране како би се заштитила оближња ткива од зрачења. Тренутно се препоручује употреба паладијума-103 за терапију зрачења плака код већине хороидалних меланома. Док су студије  показале да су нискоенергетски плакови јода-125 у великој мери заменили кобалт-60 и рутенијум-106 за терапију зрачењем плака.
Доза зрачења која се испоручује тумору одређена је врстом, бројем и јачином језгра које се користи и дужином времена имплантације. Доза ће такође зависити од величине тумора и његове локације. Иако сви плакови могу да униште тумор, плак који испоручује најмање зрачења пацијентовој макули, оптичком нерву и фовеи пружиће пацијенту најбољу шансу да одржи функцију вида (током времена).
Зрачење траје веома кратко, а највећи његов део усмерен је само на тумор. За време ове терапије болесник се прима на болничко лечење. Оловни фластер или оловне наочаре морају се држати преко оперисаног ока док је плак у оку.
Плак се ушива на место на очној јабучицу ситним шавовима током краткотрајне операције. Ово се понекад може урадити у локалној анестезији (лековима за умртвљење) и седативима, мада понекад може бити потребна и општа анестезија (у којој је пацијент у дубоком сну). Тако постављен плак обично се оставља на месту пласирања најмање неколико дана. Тачно време зависи од величине тумора и јачине извора зрачења.
Затим се ради још једна операција, овога пута за уклањање плака, након које се пацијент отпушта из болнице. 
|                              | Sr-90       | Ru-106   | Pd-103  | I-125   | Ir-192  | Co-60       |
| Емисија                      | β           | β        | γ       | X+γ     | γ       | γ           |
| Полу живот                   | 28,8 година | 374 дана | 17 дана | 60 дана | 74 дана | 5,26 година |
| Енергија (MeV)               | 2.27        | 3.54     | 0,021   | 0,027   | 0,38    | 1.25        |
| ХВЛ у ткиву (mm)             | 1.5         | 2.4      | 11      | 20      |         | 116         |
| Корисни опсег mm             | 2           | 5–6      |         | 13      |         |             |
| Склера: апекс доза           |             | 5–10 ×   | 3.5 ×   | 3 ×     |         |             |
| Мм Пб за смањење дозе за 95% |             | 1 (Аг)   | 0.06    | 0,25    | 15      | 60          |

Пун ефекат зрачења на тумор обично се уочава након  3 до 6 месеци.
Овај третман лечи око 9 од 10 малих до средњих тумора и може да очува вид код неких људи, у зависности од тога у ком делу ока се налази меланом. Изгледи за вид нису тако добри ако је тумор веома близу оптичког нерва, који преноси визуелне слике од ока до мозга.
Компликације могу настати након терапије зрачењем за интраокуларне и орбиталне туморе. Инциденција ових компликација је повезана са количином (дозом) која се даје, брзином дозе, узрастом пацијента, другим синхроним болестима и толеранцијом појединца на терапију зрачењем. Генерално, већи тумори захтевају више зрачења да би их убили, као и неки тумори који су мање осетљиви на зрачење.
Постоје велике разлике између терапије плаком која обично даје зрачење константно током 5-7 дана, у поређењу са терапијом спољашњим снопом, која обично даје 5 дневних доза од 1.200-1.500 цГи за 5 минута (свака).

### Терапија зрачењем спољашњим снопом
У овом приступу, код кога је извор зрачења изван тела, зрачни сноп се фокусирано на рак. За меланоме ока, употреба ове врсте терапије зрачењем је генерално ограничена на новије методе које фокусирају уске снопове зрачења на тумор.

#### Терапија зрачењем протонским снопом
Уместо коришћења рендгенских зрака као у стандардној терапији зрачењем, овај приступ циља протонске зраке ка раку. За разлику од рендгенских зрака, који ослобађају енергију и пре и након што погоде циљ, протони наносе мало штете ткивима кроз која пролазе и ослобађају своју енергију тек након што пређу одређену удаљеност. То значи да зрачење протонског зрака може бити у стању да испоручи више зрачења тумору, али да мање оштети оближња нормална ткива. Ова врста третмана зрачењем се чешће користи за веће туморе и за туморе који су ближе оптичком нерву.
Пре третмана, операцијом се причвршжује сићушна металне копче на бели, спољашњи зид ока. Ово се ради под општом анестезијом. Лечење је слично рендгенском снимању, али доза зрачења је много већа.
У већини случајева, укупна доза зрачења се дели на дневне фракције (које се обично  дају од понедељка до петка) током неколико недеља. Третман обично није болан.
Специјализоване машине потребне за производњу протона тренутно се налазе само у одређеним центрима.

#### Стереотактичка радиохирургија
Упркос ђто у називу методе постоји реч хирургија, у овом третману се не изводи никаква хируршка операција, већ се термин "хирургија"  користи да опише тачну природу снопа зрачења. Ова врста третмана омогућава примену велике, прецизно дате дозе зрачења на подручје тумора у једној сесији.
Иако се различити апарати могу користити за емитовање зрачења, сви они рада на један од следећа два начина:
- Гама нож који је фиксиран на једном месту фокусира зраке зрачења из стотина различитих углова на тумор одједном у кратком временском периоду у једној сесији третмана.
- CyberKnife® и Clinac®  апарати, користе рачунар за контролу радаопреме за зрачење која се креће кружним покретима (под углом од 180 степени) преко тумора како би испоручила појединачне снопове зрачења у различито време из много различитих углова. Ови третмани се раде више дана.

Стереотактичка радиохирургија се не користи тако често као брахитерапија или терапија протонским снопом као почетни третман код меланома ока.

## Могући нежељени ефекти терапије зрачењем
Главна брига код терапије зрачењем је оштећење делова ока, што доводи до проблема као што су:
- замагљен вид,
- суво око,
- катаракта,
- одвајање мрежњаче,
- глауком (повећан притисак унутар ока),
- губитак трепавица,
- проблеми са сузним каналима,
- крварење у оку.

Неки од ових третмана могу довести до делимичног или потпуног губитка вида или других проблема, који се можда неће десити одмах и могу се погоршати с временом. Ризик зависи од величине и локације тумора.
Пошто је зрачење фокусирано само на захваћено око, није вероватно да ће утицати на вид на другом оку или изазвати друге нежељене ефекте понекад повезане са терапијом зрачењем, као што је губитак косе или мучнина.